# Bệnh tổ đỉa
Bệnh tổ đỉa, là một loại viêm da, được đặc trưng bởi các mụn nước ngứa ở lòng bàn tay và đáy bàn chân. Các mụn nước thường có kích thước từ một đến hai milimet và lành trong ba tuần. Tuy nhiên, chúng thường tái phát. Các mụn này thường không có màu đỏ. Các cuộc tấn công lặp đi lặp lại có thể dẫn đến nứt da và làm da dày lên.
Nguyên nhân của bệnh này là chưa rõ. Kích hoạt bệnh có thể bao gồm các chất gây dị ứng, căng thẳng về thể chất hoặc tinh thần, rửa tay thường xuyên hoặc tiếp xúc với kim loại. Chẩn đoán thường dựa trên bề ngoài và các triệu chứng. Kiểm tra dị ứng và nuôi cấy vi sinh có thể được thực hiện để loại trừ các bệnh khác. Các điều kiện khác tạo ra các triệu chứng tương tự bao gồm bệnh vẩy nến mủ và bệnh ghẻ.
Tránh các yếu tố kích hoạt có thể hữu ích vì có thể là một loại kem rào cản. Điều trị nói chung bao gồm sử dụng kem steroid. Kem steroid cường độ cao có thể được áp dụng trong một hoặc hai tuần đầu tiên. Thuốc kháng histamine có thể được sử dụng để giúp giảm ngứa. Nếu chữa bệnh không có thuốc steroid hiệu quả, tacrolimus hoặc psoralen cộng với tia cực tím A (PUVA) có thể được áp dụng.
Khoảng 1 trên 2.000 người bị bệnh tổ đỉa ở Thụy Điển. Nam và nữ dường như bị ảnh hưởng như nhau. Bệnh tổ đỉa là nguyên nhân của khoảng một trong năm trường hợp viêm da bàn tay. Mô tả bệnh này đầu tiên là vào năm 1873.

## Dấu hiệu và triệu chứng
Bệnh tổ đỉa đã được mô tả là có các đặc điểm sau:
- Ngứa ở lòng bàn tay hoặc lòng bàn chân, theo sau sự phát triển đột ngột của mụn nước nhỏ ngứa dữ dội ở hai bên ngón tay, lòng bàn tay hoặc bàn chân.[5]
- Những mụn nước này thường được mô tả là có hình dạng " bột sắn ".[6]
- Sau một vài tuần, các mụn nước nhỏ cuối cùng biến mất khi lớp da trên cùng rơi ra.[2][7][8]
- Những nốt mụn trồi lên này không xảy ra ở nơi nào khác trên cơ thể.[2]
- Các nốt sần có thể là đối xứng.[9]

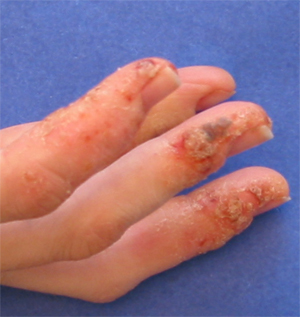
Giai đoạn cấp tính của bệnh tổ đỉa trên ngón tay
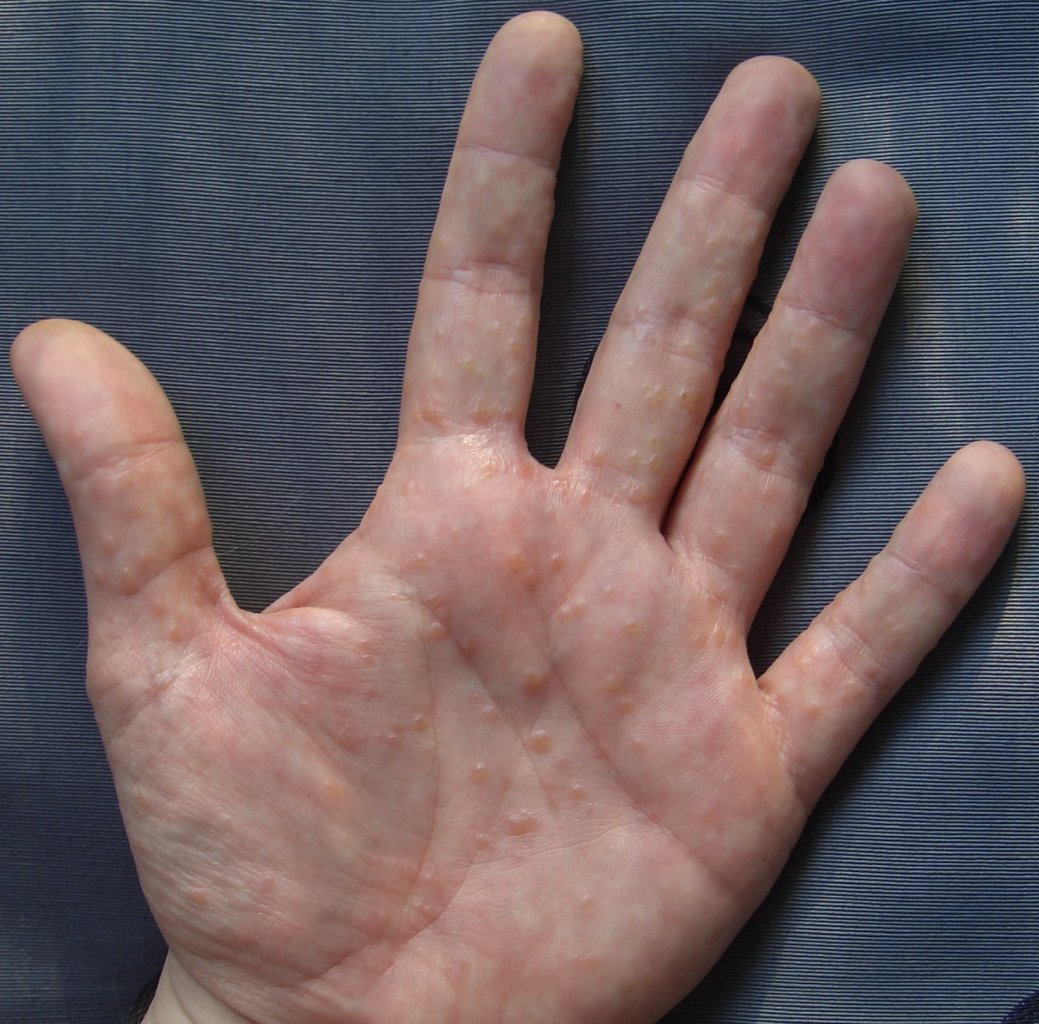
Tổ đỉa Palmar
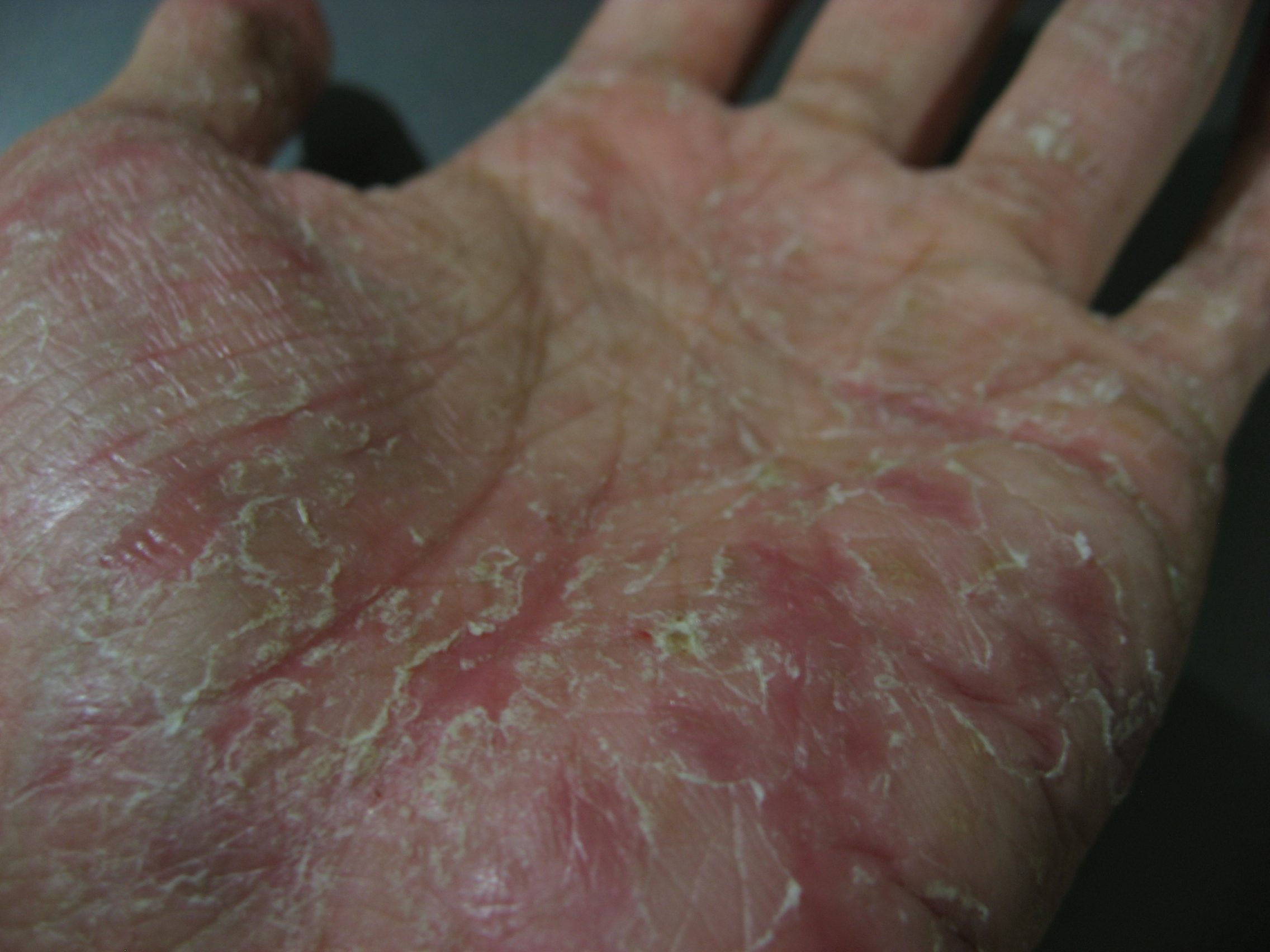
Giai đoạn nặng của tổ đỉa palmar trên lòng bàn tay cho thấy da nứt nẻ và bong tróc
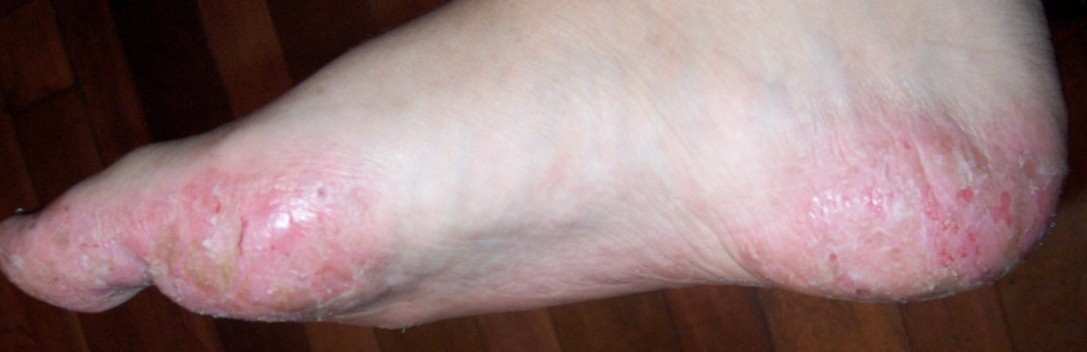
Giai đoạn nặng của tổ đỉa trên bàn chân.

## Cách điều trị bệnh tổ đỉa
- Bệnh tổ đỉa bản chất là dị ứng thời tiết do cơ địa. Mỗi năm khởi phát 2 lần vào thời điểm chuyển mùa từ mùa Xuân sang mùa Hè (khoảng tháng 4), và từ mùa Hè sang mùa Thu (khoảng tháng 8).
- Các loại thuốc chống dị ứng như Zyzocette (gốc Cetirizine, kháng histamin) có thể điều trị được bệnh tổ đỉa cực kỳ hiệu quả. 
- Ngay khi bắt đầu thấy bệnh khởi phát, thấy ngứa và mụn nước bắt đầu mọc vào khoảng 2 thời điểm trong năm như nói ở trên, chỉ cần uống 1-2 lần, một lần 2v là có thể triệt tiêu bệnh ngay lập tức. Sau khoảng 2 - 3 mùa phát bệnh và điều trị như trên, bệnh sẽ khỏi hoàn toàn.